# Orcula fuchsi
Orcula fuchsi é uma espécie de gastrópode da família Orculidae.
É endémica de Austria.